# ウィキメディア財団

ロゴ（カラー）。2003–2016年。

ウィキメディア財団（ウィキメディアざいだん、英: Wikimedia Foundation, Inc.、略語: WMF）は、ウィキペディアを運営し、その母体となる財団である。ウィキペディアの創立者の一人ジミー・ウェールズによって設立され、2003年にアメリカ合衆国・フロリダ州法による非営利組織（非営利コーポレーション）になった。
名称の「ウィキメディア」は英語版ウィキペディアの参加者シェルドン・ランプトンの命名により、ウィキ（wiki）とマルチメディア（multimedia）から造語された。「ウィキペディア財団」は誤りである。
同財団の目的は、ウィキを用いたオープンコンテントの知的資源を開発するプロジェクトの促進と、その資源を無料で広告を用いずに広く公衆に提供することにある。多言語百科事典ウィキペディアの運営に加え、多言語辞書兼シソーラスであるウィクショナリー、警句箴言集のウィキクォート、主に学生向けの電子書籍集ウィキブックスのサポートなどを行っている。財団が運営するプロジェクトについては、後述の#ウィキメディア財団のプロジェクトを参照。
また、オープンコンテントを支持するための政治的なアドボカシー活動も行っている。
財団はプロジェクトに必要な資源や資金の保守、全プロジェクトに共通の方針や法的措置にかかわる処理を行うが:74、各プロジェクトの運営方針は基本ボランティアによって取り決められる。したがって、財団は各プロジェクトにおけるコンテンツの内容をめぐる議論にも個別の運用方針にも関与せず、また各プロジェクトの代表者というものも存在しない。

## 財団のプロジェクト

財団とプロジェクトのロゴ

ウィキメディア財団のウェブサイトに掲載されているコンテンツのほとんどは、クリエイティブ・コモンズ・ライセンス 表示 - 継承 4.0 国際という、自由な再配布を認めたライセンスに従い、公開されている。これらのコンテンツはボランティアが貢献して編み、パブリック・ドメインなどの理由でほとんどまたは全く著作権の制約を受けない資料によって構築されている。以下のプロジェクトをまとめて、ウィキメディア・プロジェクトと呼ぶ。
フリーコンテンツモデルを追求しているウィキメディア財団では、ウィキペディアを始め、多くのウィキを運営している。またウィキメディア・コモンズにアップロードされたメディアファイルは他のプロジェクトで利用できるなど、プロジェクト間の技術的な連携もなされている。
コンテンツを支えるプロジェクトも存在する。例えば、アウトリーチ・プロジェクトでは、ウィキメディア・プロジェクトの利用促進についてのガイドラインを示している。プロジェクトへの寄稿者によって立ち上げられたプログラムは専用のダッシュボードから検索することができる。これまでに多くの教育機関や図書館、博物館などと提携したものが開かれており、情報リテラシーの教育を兼ねたウィキへの貢献や、所蔵品のウィキメディア・コモンズへのアップロードなどが取り組まれている。

## 組織

### 理事会
ウィキメディア財団の最高意志決定機関は理事会であり理事定数を下限9席から上限16席までと定め、2024年10月時点で12名の理事が在籍している。
- 1席はコミュニティ創立者枠。共同創立者で初代理事長を務めたジミー・ウェールズの議席である[19][20][2]。3年ごとに理事たちに承認を受ける必要があるが、任命され続ける限り多任制限はない[1]。もし任命を受けなかった場合はコミュニティ創立者枠は空席となり、定款が改定されない限り他の理事枠の候補がこの席を埋めることはない[1]。
- コミュニティおよび提携団体選出理事の枠は上限を8席とし、ウィキメディア利用者の互選によって決まる。2024年10月時点でこの枠の理事6名が在籍[19][20]。
- 特別な専門知識を備えた理事の枠は上限を7席とし、理事会が委嘱する。この枠の員数は選出理事員数を超えてはならない[1]。2024年10月時点でこの枠の理事5名が在籍[19][20]。

現職理事名簿は財団ページに、これまでの理事経験者を含めた一覧はメタ・ウィキにある。
コミュニティによる理事員の選出は当初はその都度の、2016年以降は常設の管理委員会によって取り仕切られる。
理事会は、財団とプロジェクトに対する最終的な決定権を持ち、また定款を変える権限をもつ。
理事長は2024年10月時点でNataliia Tymkiv (2021年10月 - ) 。

### 会員資格
ウィキメディア財団は会員資格を持たない。会員制度は2006年以前の定款に記述があるが、実現には到らなかった。この改定以前の定款で「会員よりの選出」とされた理事枠は、「コミュニティ」の投票による理事枠として残された。投票権者の詳細は理事会がこれを定める。2016年以降は選挙管理委員会によって定められる。2007年の選挙では、一定の編集回数と編集歴によるほか、システム管理者、職員で一定の活動歴をもつもの、および理事に投票権が与えられた。

### 提携団体
提携団体とは特定の地域や分野を中心にコミュニティにより結成され、ウィキメディアを名乗る資格を財団から認められともにウィキメディア運動を推進する団体である。地元の組織やボランティアへのアウトリーチおよび取り組み、イベントの開催、ロビー活動などを行う。提携団体はチャプターと利用者グループに分けられる。さらにチャプターはある国や地域に定められたローカル・チャプターと特定分野に対するテーマ別組織がある。チャプターは財団とは別の非営利法人であり、活動の基礎に正式な組織があるのに対し、利用者グループは小規模な集まりであったり組織化が難しい場合に作られる。:5–7承認を受けた提携団体はウィキメディアの登録商標の定められた範囲での使用と、助成金の申請ができる。
提携団体委員会は、提携団体の設立を支援し、理事会へ承認を提言する。議決権を持つ委員は3年の任期がある。議決権を持たない構成員には委員会自身より招待されたアドバイザーと理事会により任命されたリエゾンがいる。前身として2005年より理事会任命のchapter coordinatorがあり、2006年にローカル・チャプターとの連携のためChapter commiteeとして設立され、2012年に提携団体の範囲を現在のものへ広げると同時に改名された:1282。

#### ローカル・チャプター

ローカル・チャプターの設立状況
灰色の地域は設立議論もされていない
濃い青：活動中
承認済みだが未設立
計画段階の支部
水色：議論中の支部

ウィキメディア運動と推進する目的を共にし、ウィキメディアを名乗る資格を財団から認められた国や地域別に設置された非営利法人を、ローカル・チャプター（local chapter）と呼ぶ:75。財団の下部組織ではなく、それぞれ独立した組織である:75。以前は「地方支部」と訳されていたが、下部組織と誤解を招きやすかったので「国別協会」あるいは「国別・地域別協会」と翻訳されるようになった。ローカル・チャプターと財団の法的関係は、必ずしも一様ではなく、個別に契約を締結する。ウィキメディア財団を現地で法的に代表する資格を持つものから、独立な法人格をもち非公式な協力関係にあるものまで、主に現地の法律上の理由にもとづきさまざまな関係が存在する。
ウェブサイト上のコミュニティでもある各プロジェクトと、ローカル・チャプターの間には法的には関係がない。ローカル・チャプターは企業・学校・他の社会団体と現地ユーザとの連携を図ると共に、また独自の資産をもち、財団の活動の支援を行う。ローカル・チャプターはそれぞれ独自の会計をもち、ローカル・チャプターへの寄付はウィキメディア財団の直接の収入とはならない。一方でローカル・チャプターが取得した財産がウィキメディア財団の活動の支援のために利用されることがある。代表的な例として、ドイツ・チャプターからのウィキマニア2005（後述）への寄付、ドイツ・チャプターの保有する計算機資源の提供 (toolserver、2014年まで)などがある。
2024年10月時点で運営中のローカル・チャプターは以下の37箇所である。
- Wikimedia Armenia – アルメニア
- Wikimedia Argentina – アルゼンチン
- Wikimedia Österreich – オーストリア
- Wikimedia Australia – オーストラリア
- Wikimedia Bangladesh – バングラデシュ
- Wikimedia Belgium – ベルギー
- Wikimedia Canada – カナダ
- Wikimedia Colombia – コロンビア
- Wikimedia CH – スイス
- Wikimedia Chile – チリ
- Wikimedia Česká republika – チェコ
- Wikimedia Deutschland – ドイツ
- Wikimedia Danmark – デンマーク
- Wikimedia Eesti – エストニア
- Wikimedia España – スペイン
- Wikimedia Suomi – フィンランド
- Wikimedia France – フランス
- Wikimedia UK – イギリス
- Wikimedia Magyarország – ハンガリー
- Wikimedia Indonesia – インドネシア
- Wikimedia Israel – イスラエル
- Wikimedia Italia – イタリア
- Wikimedia Korea – 韓国
- Wikimedia México – メキシコ
- Wikimedia Nederland – オランダ
- Wikimedia Norge – ノルウェー
- Wikimedia Polska – ポーランド
- Wikimedia Portugal – ポルトガル
- Wikimedia Serbia – セルビア
- Wikimedia Sverige – スウェーデン
- Wikimedia Thailand – タイ王国
- Wikimedia Taiwan – 台湾
- Wikimedia Ukraine – ウクライナ
- Wikimedia District of Columbia – ワシントンD.C.
- Wikimedia New York City – ニューヨーク市
- Wikimedia Venezuela – ベネズエラ
- Wikimedia South Africa – 南アフリカ共和国

#### テーマ別組織
テーマ別組織は特定分野のテーマに沿って設立された財団からは独立した非営利団体である。2024年10月時点では カタールニャ語話者による「アミカル・ウィキメディア」と医学文献へのアクセスをより広める「ウィキプロジェクト医療」の2組織が運営されている。

#### 利用者グループ
国別・地域別協会やテーマ別組織と違い設立には法人格を求めておらず、条件を満たした最低3名の利用者から始められるグループである。認定を受ければ財団が権利を有する商標の名称やロゴをグループ用にアレンジしたものを使用できるが、公式に行動規範や知的財産権に対する扱いなどを取り決めた契約書に同意する必要がある。2024年11月時点で153グループが認証されている。

## 職員
ウィキメディア財団はカリフォルニア州サンフランシスコ（2008年1月まではフロリダ州セントピータースバーグ）に事務所を置く。
最初の有給職員は2005年に採用され、この年、3人の職員が雇われた（ブライアン・ヴィバー、ダニー・ウール、サーバ担当の非常勤職員1名）。以後、業容の拡大に伴い、順次職員を採用している。2008年当時は約10名の常勤職員がこの事務所で働いており、またサーバの管理等に数人の契約職員を雇用していた。国外にいる職員はフルタイム契約・パートタイム契約を問わず、すべて契約職員であった。また2007年より、インターンが管理部門の業務を補助していた。現在の組織はメタ・ウィキで説明されている。

### 歴代の事務長
- スー・ガードナー　2007年 - 2014年
- ライラ・トレティコフ　2014年 - 2016年
- キャサリン・マー（英語版）　2016年 - 2021年[41]
- マリアナ・イスカンデル[42]　2022年 - [43][44]

## 歴史

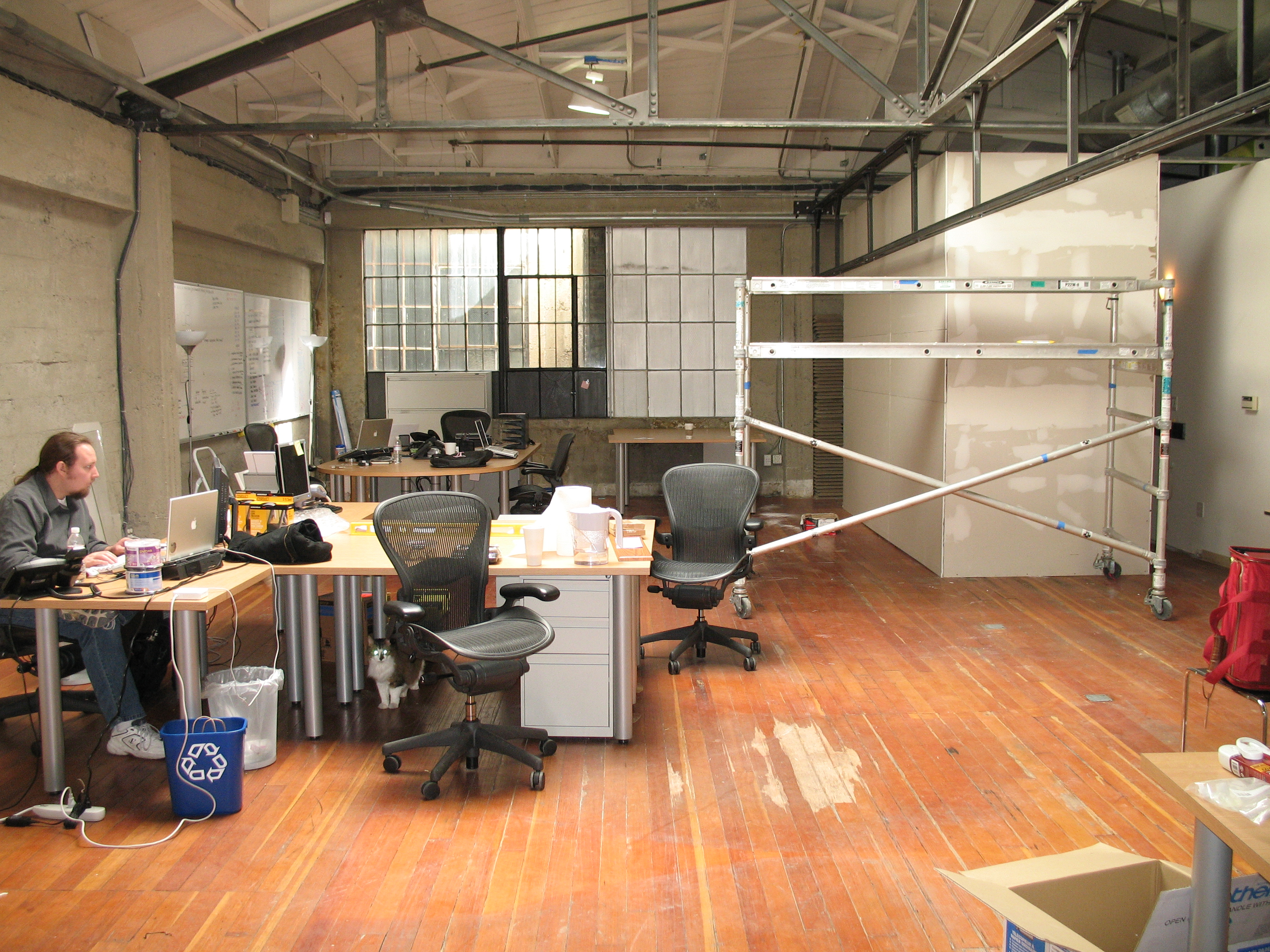
サン・フランシスコ事務所の一隅 (2008年)

ウィキペディアを初めとするプロジェクトは、当初ジミー・ウェールズの個人プロジェクトとして開始された。諸プロジェクトのサーバ、ドメイン名およびデータは、ジミー・ウェールズが当時、最高経営責任者であったインターネット会社 Bomis によって所有されてきた。2003年6月にウェールズがウィキメディア財団の設立を発表すると同時に、これらの所有権は財団に寄付された。
財団設立後も、プロジェクトの消費電力やネットワーク費用は、Bomisの寄付によって賄われてきた。非営利団体の設立によって、寄付金や米国連邦政府からの研究資金などを獲得しやすくすることで、これらのプロジェクトの安定した発展が保証されるとの見方が大勢を占めた。財団設立後、2004年から2005年初頭には他の団体からの寄付や助成の申し出があり、2005年3月現在、Bomis の寄付は、プロジェクトの使用する全帯域の2/3に相当する。
当初、財団の定款では理事会の定員は5人とされ、うち2人がユーザ代表であるとされた（2019年現在では定員10名）。しかしほぼ1年間ユーザ代表理事は置かれず、その間、財団のガバナンスのあり方、理事会などについての詳細が関連プロジェクトのメンバーによって議論された。2004年6月、最初のユーザ代表理事が選ばれた。このときの任期は1年であったが、のち2005年にはユーザ代表理事の任期は2年に延長された。
財団の活動をより強化し、また財団運営へのユーザの参加を促すことがしばしば課題として指摘される。これに対し、地方支部理事の財団理事会へのオブザーバーとしての招聘、および各種テクノロジー、法務、広報などの分野にユーザから選ばれた委員をおくなどの措置が2005年に取られた。また2006年には、これら委員が個人で分掌していた仕事をさらに効率的にすすめるべく、ユーザーからなる委員会がいくつかの分野に設置された。
委員会はすべて理事会決議によって設置され、設置と同時に委員長を含む原初構成員が指名される。構成員には、議決権をもつメンバーと議決権をもたないアドバイザーの二種があり、理事、地方支部理事、一般ユーザ、外部のエキスパートなどが構成員となりうる。構成員は理事の指名または委員会メンバーからの推薦および承認によって決定される。
ただしこのような委員職や委員会の設置は、その職にない一般ユーザが自分の裁量で行動することをさまたげるものではない。ユーザの裁量による行動は、サイト上のコンテンツ制作にとどまらず、外部資金の獲得や、企業との提携などにも及んでいる。財団は法的な権利を保持しつつ、ユーザの自主的な活動を積極的に奨励している。したがって、ユーザーはアグレッシブに参加でき、その点においてユーザー主導の立体的な辞典の構築が可能である。ただ、この点については逆にデメリットであるという指摘もあることを見落とすべきではないだろう。
なお、2007年10月9日には、財団の本部をフロリダ州セントピーターズバーグからカリフォルニア州サンフランシスコへ移転することが発表され、2008年1月末に移転を実施した。財団は、サンフランシスコへ移転する理由として、アメリカのハイテクの中心地であること、展開しているプロジェクトに関連した優秀な人材やサポートを確保できること、地理的にアジアでの事業パートナー候補との結び付きを深めることができること、などを挙げている。

## サイト運営以外の活動
活動の目的の一つとして、ウェブサイトのユーザーの投稿による不利益から運営会社を法的に保護するような整備を求めることが挙げられる。
2013年に携帯電話のSMS機能を使い、ウィキペディアを無料で閲覧できるサービスWikipedia Zeroを立ち上げた。その後多国の事業者と提携したが、2018年に関心の低下によるパートナーの消失により終了した。
2014年にギリシャ語版ウィキペディアにおけるある政治家の記事が名誉毀損にあたるとし訴訟を起こされた編集者に対して法的支援を表明した。
2015年にアメリカ国家安全保障局による上流監視が「プライバシー権や表現の自由の侵害」にあたるとして、ウィキメディア財団を含む8団体が訴状を提出した。この件は2023年までに合衆国最高裁判所を含めすべての裁判所に棄却されている。
法務部門の一部として、Global Advocacy teamが設置されている。ボランティアを基軸とするプロジェクトの仕組み、プロジェクトの参加者、そしてウィキメディア運動が掲げる価値観の保護を目的とする。具体的には、著作権、ユーザーの投稿に関する管理者の免責、大規模な監視、人権、偽情報の5つの視点を中心とする。

## 交流の支援
ウィキメディア財団の事業のなかには、ユーザ同士の交流の促進も含まれる。ウィキメディア財団は、2005年以降、毎年国際会議・通称ウィキマニアを開催している。開催地は次の通り。
- 2005年8月 ドイツ・フランクフルト・アム・マイン
- 2006年8月 アメリカ合衆国・ケンブリッジ
- 2007年8月 台湾（中華民国）・台北市
- 2008年7月 エジプト・アレクサンドリア
- 2009年8月 アルゼンチン・ブエノスアイレス
- 2010年7月 ポーランド・グダニスク
- 2011年8月 イスラエル・ハイファ[55]
- 2012年7月 アメリカ合衆国・ワシントンD.C.[56]
- 2013年8月 香港[57]
- 2014年8月 イギリス・ロンドン[58]
- 2015年7月 メキシコ・メキシコシティ[59]
- 2016年6月 イタリア・エージノ・ラーリオ[60]
- 2017年8月 カナダ・ケベック州・モントリオール[61]
- 2018年7月 南アフリカ・ケープタウン[62]
- 2019年8月 スウェーデン・ストックホルム[63]
- 2020年は新型コロナウィルス感染症の世界的流行により、ウィキマニアは開催されなかった。
- 2021年8月 オンライン[64]
- 2022年8月 オンライン[65]
- 2023年8月 シンガポールとオンライン[66]
- 2024年8月 ポーランド・カトヴィツェ[67]

毎年 380人から2,000人程度、国・地域別では80ヶ国前後から出席者がある。
2004年ごろから、ユーザ主体によるミーティングが主にヨーロッパで催される中、多言語プロジェクトゆえの国際的な交流の要望が高まり、ウィキメディア財団主催による国際的会議の構想につながった。
ウィキマニアはユーザの交流と同時にウィキメディア・プロジェクト全般に対する研究の促進を目標にしており、外部から優れた招待講演者を招くことにも力をいれている。これまでの招待講演者には、リチャード・ストールマン、ウォード・カニンガム、ローレンス・レッシグ、ブリュースター・カール、伊藤穰一などがいる。
この試みは他の同種の非営利団体からも好感がもたれており、Open Source Initiativeからは発展途上国からのウィキマニア参加希望者に3年連続で旅費の援助がなされている。

## 財務

### 全般

ウィキメディア財団の財政の成長（単位：US$）。2003–。
黒：純資産 緑：歳入 赤：支出

ウィキメディア財団は、目的のために必要な資金として、公共の寄付と助成金に頼っている。そのため、連邦所得税および州の所得税が免除されている。私有の財団ではないため、アメリカ合衆国では、ウィキメディア財団への寄付金は税金の控除対象となる慈善寄付とみなされる。
技術的・経済的な継続した成長のほとんどは寄付金に依存しているが、ウィキメディア財団でも、連邦助成金、スポンサー、サービスの提供、ブランドのマーチャンダイスなどの代替手段による歳入源を増加させている。検索エンジンや同様の一括分析・再出版を主なターゲットとしたWikimedia OAI-PMHの更新フィードサービスは、何年間も歳入源となってきたが、現在では新規の顧客は受け付けていない。DBpediaは、このフィードへの無料のアクセス権を与えられている。2022年に大企業向けのプロジェクトのデータへの有料APIサービスを開始した。
2014年7月、財団は、NPOに対する処理手数料の免除を行っているデジタル通貨交換のCoinbaseを経由した、ビットコインによる寄付の受付を発表した。2019年1月にはビットコイン決済サービスプロバイダーのBitPayを利用したビットコインとビットコイン・キャッシュによる寄付の受付を始めると発表した。2022年には暗号通貨の運用維持には膨大なエネルギー消費が必要であるとの主張から財団が唱える環境的持続性可能性の理念と合い入れないとし、プロジェクトの利用者達によって暗号通貨の寄付の受領を停止するよう財団に対して提案がなされた。しかし財団は寄付された暗号通貨は直ちにUSドル通貨に換金していることから環境への影響は最低限であるとし、また財団は包括性という理念も掲げておりより多くの寄付者が望む寄付方法を維持すべきだとの理由から、暗号通貨の寄付金受け入れは維持されることとなった。しかし、2022年5月に前述の提案を鑑みて、暗号通貨による寄付の受け入れを停止した。前年度の暗号通貨による寄付額は全体の0.08% (130,010ドル)であった。
2006年初には財団の純資産は270,000ドルであった。2006年中に財団は総計1,510,000ドルに及ぶ資金援助および収益を得て、790,000ドルの支出があった。純資産は720,000ドル増え、総計100万ドルを超えた。2007年、財団は拡大しつづけ、純資産が1,700,000ドルとなった。2007年に収入も支出も、ほぼ2倍になった。
2004年の会計年度の終わりから、2014年6月30日に終わった会計年度の終わりまでに、財団の純資産は57,000ドルから53,500,000ドルまで増加した。2007年にウィキメディア財団に参加したスー・ガードナーのリーダーシップの下、財団のスタップレベル、寄付者数、歳入に、非常に大きな成長が見られた。
2007年から2009年まで、Charity Navigator (en) はウィキメディア財団に最大4つ星の評価で3つ星の全体評価を与え、2010年には4つ星の評価になった。2024年10月時点、2023年のデータによると、評価は4つ星（総合スコアは100点中99点）である。
2016年にタイズ財団のもとに基金を設立。10年間で1億ドルを目標とし、2021年に達成した。2023年にWikimedia Endowmentは501(c)(3)組織として独立した。基金の資産はウィキメディア財団の財務報告書には資産として含まれていない。
Institute for New Economic Thinking (en) に掲載された記事では、財務の不透明性や大企業との繋がりが指摘されている。

### 支出
ウィキメディア財団の支出は、主に給与や賃金、専門職のオペレーションやサービス、助成金に掛かっている。
助成金はウィキメディア運動に関連する活動を中心に与えられる。しかし、2020年のジョージ・フロイドの死を受け、知識の人種的な不公平性に対して取り組む外部組織に向けられた補助金Knowledge Equity Fundが設置された。これはウィキメディア運動に直接関連しない組織向けの資金援助プログラムで唯一特筆すべき規模をもつ。450万ドルが当てられた。2024年10月までに3回に分けて配られ、残高は81.5万ドルである。

### 寄付
2008年3月25日、ベンチャー投資家のコースラ夫妻から50万ドルを寄付される。2008年3月28日、財団はアルフレッド・P・スローン財団から3年で300万ドルの寄付を受けることを発表した。2008年にはオープン・ソサエティ財団より、印刷版のウィキペディアを作るために40,000ドルの寄贈を受けた。2009年、財団は3つの贈与を受けた。ひとつはフランク・スタントンによるスタントン財団から890,000ドルで、初めて使用する人のために、ユーザインタフェースの研究と簡素化を支援することを目的としている。ふたつめはフォード財団によるもので、ウィキメディアコモンズに対して、ウィキメディアのウェブサイト群のインタフェースとワークフローの改良のためのものである。2009年8月、ウィキメディア財団はヒューレット財団から500,000ドルの贈与を受けた。2009年8月、Omidyar Networkはウィキメディア財団に対して200万ドルの提供を申し出た。2010年2月22日、検索サイトを運営するGoogle社が200万ドルを財団に寄付した。

## 財団の改名提案とコミュニティによる反対
2021年3月に理事会は財団自体の改名などを含むプロジェクトの発足を発表したが、その改名にはなかなか知名度があがらないという「ウィキメディア」財団から、世界的に認知度が高い「ウィキペディア」財団へ変更すことを示唆する内容が含まれていたことから、利用者コミュニティから反対意見があがり、同年6月には財団が運用する利用者用のウェブサイトに反対表明の公開書簡が公開された。公開書簡には1,000名以上の署名が集まり、同年9月に理事会はプロジェクトを保留する決議をしたが、2022年7月以降にプロジェクトを再稼働出来る可能性は残した。また、もしプロジェクトが再稼働された場合は改名プロセスに利用者コミュニティが大きく関わることや提携団体の改名にもっと柔軟に対応することも決議に盛り込まれた。